# Классификация автомобилей
Наиболее общими классификационными группами автомобилей являются:
- легковые автомобили,
- грузовые автомобили,
- автобусы
- троллейбусы,
- автомобили специального назначения.

Для каждой из этих групп существует более подробная классификация.
В каждой из стран классификация автомобилей происходила с учётом национальных особенностей. В СССР, а позже и в России, данный процесс был делегирован Министерству внутренних дел, в составе которого были созданы органы по учёту автотранспорта, и в настоящее время эти функции выполняет ГИБДД.
В 1966 году в СССР, специальным документом ОН 025270 — 66, была введена в действие система распределения автомобилей по классам, в соответствии с которым легковые автомобили подразделялись на 5 классов в зависимости от рабочего объёма двигателя. Название каждой модели автомобилей содержало аббревиатуры завода изготовителя и цифровой код, который обозначал: класс автомобиля, тип транспортного средства, заводской номер модели, модификация и импортное исполнение. Например, ВАЗ-21079 означал: 2 — машина имеет объём двигателя в пределах от 1,2 до 1,8 л; 1 — в пассажирском исполнении; 07 — седьмая модель по заводской нумерации; 9 — модификация в данном случае с роторно-поршневым двигателем. В России в настоящее время действует европейская классификация автомобилей по классам, основанная на подразделении по размеру.
Разработано много разных классификаций автомобилей по разнообразным характеристикам, в зависимости от того, что является определяющим при выборе (по назначению, по типу двигателя, по числу колёс, по степени приспособления к работе в различных дорожных условиях и т. д.).

## Классификация Европейской экономической комиссии
Классификация Европейской экономической комиссии ориентирована скорее на сегментацию целевого рынка, нежели описание каких-либо конкретных характеристик автомобилей; рамки между сегментами размыты и не ограничиваются такими параметрами, как габариты или масса. Факторы сегментации включают также такие параметры, как цена, вид, набор опций и иные параметры. В целом, рынок пассажирских автомобилей делится на следующие сегменты:
| A: | Mini cars (европейский особо малый класс; микроавтомобили)        |
| B: | Small cars (европейский малый класс; компактный класс)            |
| C: | Medium cars (европейский низший средний класс; «гольф-класс»)     |
| D: | Larger cars (европейский средний класс; семейный класс)           |
| E: | Executive cars (европейский высший средний класс; «бизнес-класс») |
| F: | Luxury cars (европейский верхний класс; представительский класс)  |
| J: | Sport utility (SUV, «внедорожники»)                               |
| M: | Multi purpose cars (минивэны и УПВ)                               |
| S: | Sport coupe (спорткупе)                                           |